# 雾灵风毛菊
雾灵风毛菊（学名：Saussurea chowana）是菊科风毛菊属的植物，是中国的特有植物。分布在中国大陆的河北等地，多生在山坡草地，目前尚未由人工引种栽培。